# Грем Сазерленд
Грегем (Грем) Вівіан Сазерленд (англ. Graham Vivian Sutherland; 24 серпня 1903, Стретем, Лондон — 17 лютого 1980, Лондон) — англійський художник, який працював у експресіоністській, абстрактній та сюрреалістичній царинах живопису. Відомий також як художник-портретист.

## Життя і творчість
Народився в сім'ї лондонського адвоката. Навчався в коледжі Епсом (1914—1918) в Сурреї, потім 3 роки на залізничного інженера при компанії Midland Railway. У 1921 році вступив до лондонської Школи мистецтв Голдсміта. У період з 1921 по 1933 займався майже виключно гравюрою, різними її видами. У 1923 році показав свої перші графічні роботи на виставці в Королівській Академії в Лондоні. У 1925 році став членом Королівського товариства графіків (виключений з її складу в 1933 році).
У 1926 році прийняв католицизм; 29 грудня того ж року одружився з Кетлін Беррі, своєю однокласницею зі Школи мистецтв Голдсміта. По закінченню школи Сазерленд працював учителем малювання в школі Кінгстона (1927), а потім викладав техніку графіки в Школі мистецтв у Челсі (1928—1932). З 1931 року, з огляду на слабкий попит на графічні роботи, перемкнувся на створення комерційних плакатів, малюнків для тканин і керамічних виробів, більше часу став присвячувати живопису. У 1933 році приїхав в графство Пембрукшир (в Уельсі), яке вважав ідеальним для створення пейзажів. Тут він створив ілюстрації під впливом робіт Вільяма Блейка і його учня Семюела Палмера.
У 1936 році Сазерленд з дружиною переїжджають в Троттіскліфф. У 1938 році відбулася перша виставка його картин в лондонській галереї Розенберг і Гельфт. З початком Другої світової війни Сазерленд, як і інші англійські майстри живопису і скульптури (Поль Неш, Стенлі Спенсер, Генрі Мур) був мобілізований як «військовий художник» на період з серпня 1940 року і до закінчення війни в 1945-му. В цей час Сазерленд, працюючи в Лондоні, у віддалених графствах Англії та у Франції, створив велику кількість акварелей, замальовок пером і олівцем. В кінці війни створив свої перші композиції Кущі терну і Колючі голови. У 1944 році отримав замовлення від каноніка церкви Св. Матвія в Нортгемптоні та створив повне трагіки зображення розп'ятого Христа.

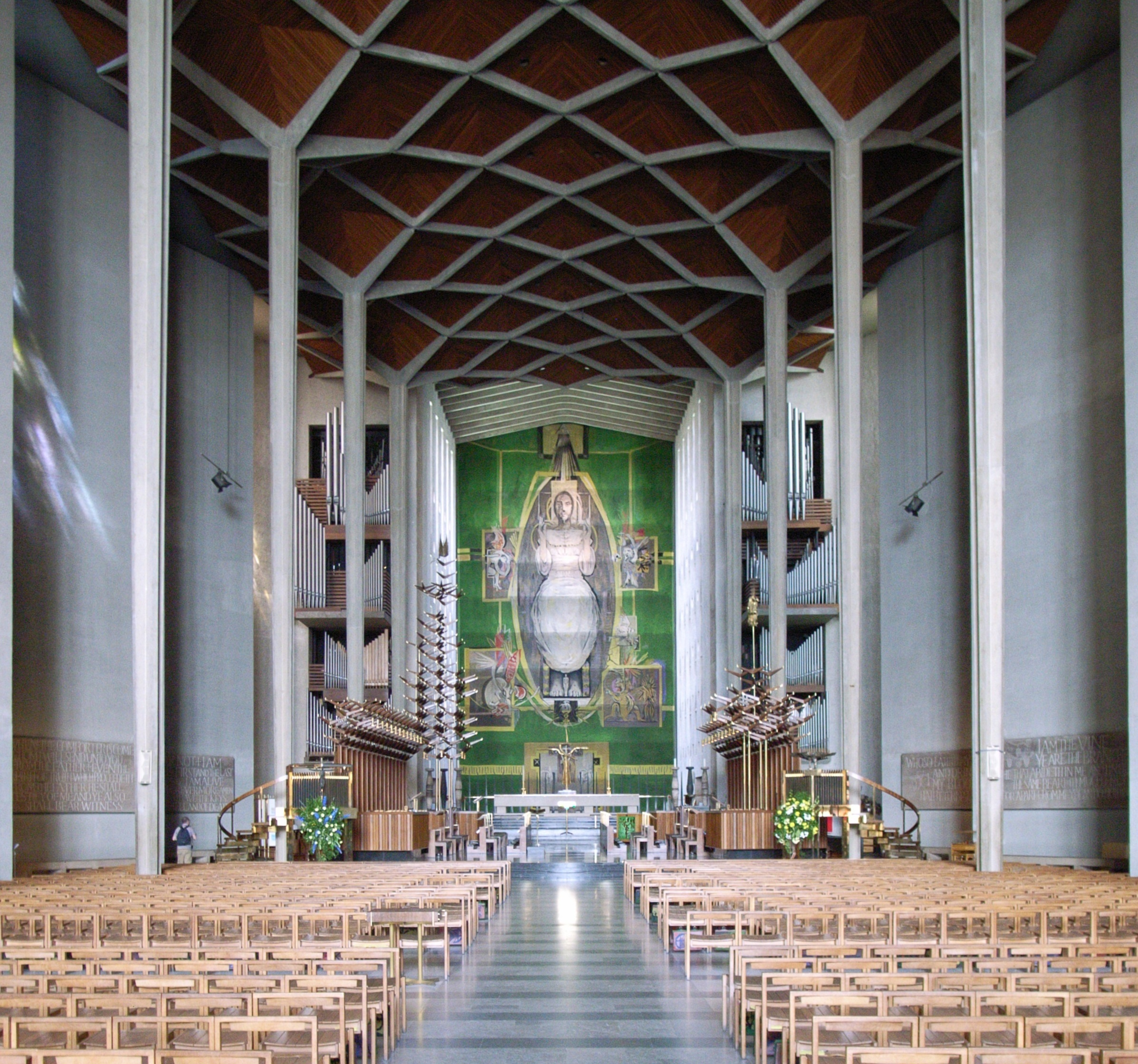
«Христос у Славі» в катедральному соборі в Ковентрі

Весною 1947 року Г. Сазерленд здійснив свою першу подорож південною Францією, де відвідав музей Пікассо в Антібі та особисто познайомився з Пікассо і Матіссом. Пейзажі Лазурного берега справили на художника сильне враження. У наступні роки він багато часу працював на французькому Середземномор'ї. У 1949 році Сазерленд написав перший портрет — письменника Вільяма Сомерсет Моема. У тому ж році майстер став членом директорату лондонської галереї Тейт. У вересні 1950 року він вперше відвідав Венецію. На Венеціанській бієнале в 1952 році в британському павільйоні була організована виставка робіт Г. Сазерленда. У 1950 — 1960-х1960-х роках митець зимові місяці проводив у Англії, а інші пори року — в Ментоні, де у нього була власна Ville Blanche, влітку ж працював у своїй майстерні в Венеції. У 1952—1961 роках Сазерленд працював над виготовленням великого гобелена Христос у Славі для відновленого з руїн після війни катедрального собору в Ковентрі. У цей період художник написав велику кількість портретів, в тому числі «Портрет Вінстона Черчилля» (1954), який був пізніше знищений на вимогу подружжя прем'єр-міністра. Ескізи для цього портрета, проте, збереглися.
У 1965 році Музей сучасного мистецтва в Турині (Galleria d'Arte Moderna) організував першу повну виставку робіт Сазерленда.
У 1960 році нагороджений британським Орденом Заслуг. З 1962 року — почесний доктор Оксфордського університету.